# Rhame (Dakota Północna)
Rhame – miasto w Stanach Zjednoczonych, w stanie Dakota Północna, w hrabstwie Bowman.